# Philip Ball
Philip Ball (8 de outubro de 1962) é um autor britânico e editor da revista Nature ao longo de mais de vinte anos, para a qual continua a escrever de forma regular. Escreveu também para outras publicações científicas como a Chemistry World e New Scientist e divulgação científica em periódicos de grande circulação como o New York Times, The Guardian, Financial Times, New Statesman e Prospect.